# 黃銓
黄铨，字叔度，浙江钱塘县人。清朝武将、书法家。
康熙五十一年（1712年）壬辰科武进士，官至陈州守备。其工书法，風格遒媚。